# Белинге
Белинге (на шведски: Bälinge) е град в източна централна Швеция, община Упсала на лен Упсала. Намира се на около 70 km на северозапад от столицата Стокхолм и на около 10 km на северозапад от Упсала, до летището на Упсала. Основан е през 13 век. Населението на града е 2417 жители, по приблизителна оценка от декември 2017 г.